# Mellemolen
Mellemolen – wiatrak w miejscowości Akkrum, w gminie Boornsterhem, w prowincji Fryzja, w Holandii. Młyn został przeniesiony w to miejsce po rozmontowaniu wiatraka De Polslpootpoldermolen. Zbudowano go na planie ośmiokąta. Posiada cztery skrzydła, każde o długości 14,08 metra. Jest on udostępniony do zwiedzania jedynie po wcześniejszym uzgodnieniu.